# Bibenzil
A bibenzil (1,2-difeniletán) aromás vegyület, az etán olyan származékának tekinthető, melyben mindkét szénatomhoz 1-1 fenilcsoport kapcsolódik.

## Előfordulása a természetben
A bibenzil adja néhány természetes anyag vegyületének vázát, ilyenek például a dihidrosztilbenoidok és az izokinolin alkaloidok.

## Fordítás
Ez a szócikk részben vagy egészben  a   Bibenzyl című angol Wikipédia-szócikk ezen változatának fordításán alapul.  Az eredeti cikk szerkesztőit annak laptörténete sorolja fel. Ez a jelzés csupán a megfogalmazás eredetét és a szerzői jogokat jelzi, nem szolgál a cikkben szereplő információk forrásmegjelöléseként.